# Illa de Lagos
L'illa de Lagos és el lloc principal del govern local de la zona metropolitana de Lagos, forma part de l'Estat de Lagos. L'illa de Lagos està connectada al continent per tres grans ponts que travessen la llacuna de Lagos al districte d'Ebute Metta. També està connectada amb l'illa d'Ikoyi i l'illa Victòria. El port de Lagos al districte d'Apapa es troba a la costa occidental de l'illa. També és la principal zona comercial de Lagos, atès que acull els principals edificis governamentals, botigues i oficines, així com les catedrals catòlica i anglicana, i la mesquita central.